# Sammy Nelson
Samuel Nelson (1 d'abril de 1949) és un exfutbolista nord-irlandès de la dècada de 1970.
Fou 51 cops internacional amb la selecció d'Irlanda del Nord amb la que participà en la Copa del Món de futbol de 1982.
Pel que fa a clubs, defensà els colors de Arsenal i Brighton & Hove Albion. and turned professional on his 17th birthday in 1966. Nelson played in the 1966 FA Youth Cup final in which Arsenal beat Sunderland 5-3 over two legs.

## Palmarès
Arsenal
- FA Youth Cup: 1965-66
- FA Cup: 1979